# Родионовка (Новосибирская область)
Родионовка — исчезнувшая деревня в Болотнинском районе Новосибирской области. На момент упразднения входила в состав Байкальского сельсовета. Исключена из учётных данных в 1973 году.

## География
Располагалась в истоке реки Ельцовка, в 8 км к северо-востоку от деревни Байкал.

## История
Посёлок Родионовский был основан в 1918 г. В 1926 году состоял из 81 хозяйства. В административном отношении являлся центром Родионовского сельсовета Болотнинского района Томского округа Сибирского края.
Решением Новосибирского облисполкома от 18.07.1973 г. № 443 деревня исключена из учётных данных в связи с выездом населения.

## Население
По переписи 1926 г. в посёлке проживало 376 человек (199 мужчин и 177 женщин), основное население — русские.